# Hiroto Ishikawa
Hiroto Ishikawa (japanisch 石川 啓人 Ishikawa Hiroto; * 16. Juli 1998 in der Präfektur Fukuoka) ist ein ehemaliger japanischer Fußballspieler.

## Karriere
Ishikawa erlernte das Fußballspielen in der Jugendmannschaft von Sagan Tosu. Hier unterschrieb er im Februar 2017 auch seinen ersten Profivertrag. Der Verein aus Tosu spielte in der höchsten japanischen Liga, der J1 League. Für den Verein absolvierte er drei Erstligaspiele. 2020 wurde er an den Drittligisten Roasso Kumamoto ausgeliehen. Mit dem Verein, der in der Präfektur Kumamoto beheimatet ist, spielte er 34-mal in der dritten Liga. Nach Vertragsende bei Sagan wechselte er im Februar 2021 ablösefrei zum Renofa Yamaguchi FC in die zweite Liga. Für den Verein aus Yamaguchi bestritt er 65 Ligaspiele. Im Januar 2025 beendete er seine Karriere als Fußballspieler.